# Franz Büchner
Franz Büchner (2 de Janeiro de 1898 - 18 de Março de 1920) foi um piloto alemão durante a Primeira Guerra Mundial. Abateu 40 aeronaves inimigas, o que fez dele um ás da aviação. Sobreviveu à guerra, mas acabou por falecer em 1920 enquanto combatia revolucionários comunistas.